# Никола Пенето
Никола Пенето (фр. Nicolas Penneteau; Марсељ, 20. фебруар 1981) бивши је француски фудбалер који је играо на позицији голмана.
Пенето је забележио преко 400 наступа у Лиги 1 у каријери за Бастију и Валансјен.
Године 2014. постао је играч Шарлрое.